# 論理学者
論理学者（ろんりがくしゃ）とは、論理学を専門に研究する人のことである。

## 概要
もともと論理学は哲学の一部門だったため、哲学者が論理学者を兼ねることが多かった。ただ、19世紀末から論理学の研究が急速に進むようになって、論理学研究の担い手として数学者も沢山増えた(特に「数理論理学」の分野)。現在では、数学科や計算機科学科に所属している論理学者も多い。

## 論理学者（及び、論理学に関係の深い数学者）の一覧

### 古代・中世
- アリストテレス
- ピエール・アベラール
- オッカムのウィリアム
- ジャン・ビュリダン

### 近世
- ゴットフリート・ライプニッツ

### 近代
- ベルナルト・ボルツァーノ
- オーガスタス・ド・モルガン
- ジョージ・ブール
- チャールズ・サンダース・パース
- フリードリッヒ・シュレーダー
- ゴットロープ・フレーゲ
- ジュゼッペ・ペアノ
- ルイス・キャロル（チャールズ・ラトウィッジ・ドジソン）

### 現代
- エルンスト・ツェルメロ
- バートランド・ラッセル
- ヤン・ウカシェヴィチ
- レオポールト・レーヴェンハイム
- スタニスワフ・レシニェフスキ
- トアルフ・スコーレム
- パウル・ベルナイス
- エミール・ポスト
- ハスケル・カリー
- アルフレト・タルスキ
- アロンゾ・チャーチ
- スティーヴン・コール・クリーネ
- クルト・ゲーデル
- ゲルハルト・ゲンツェン
- ジャック・エルブラン
- アーサー・プライア
- アンジェイ・モストフスキ
- ゲオルク・クライゼル
- 竹内外史
- ソール・クリプキ
- ペール・マルティン＝レーフ
- 前原昭二
- 廣瀬健